# رودرسهاوزن
رودرسهاوزن (به آلمانی: Rodershausen) یک شهر در آلمان است که در بیتبورگ-پروم واقع شده‌است.